# Anna Joyce
Anna Joyce (Luanda, 29 de maio de 1987) é uma cantora e compositora angolana.  Em 2016, foi nomeada para os Afrimma (African Muzik Magazine Awards) na categoria de melhor artista feminina da África central.

## Biografia
Ana Joyce Veloso de Castro, nasceu aos 29 de Maio de 1987 em Luanda, Angola. Filha de Eduardo de Castro José Agostinho e Maria Amélia Veloso de Castro. Ana Joyce é a mais nova de 6 irmãos.
Começou a cantar no coro infantil da Igreja Matriz de Odivelas em Lisboa, onde viveu com os seus irmãos. Foi por influência da sua irmã Tânia que começou a compor musicas infantis aos 10 anos.
Na adolescência, iniciou a compor músicas para os seus amigos. Ainda na fase da adolescência, começou a gravar as suas primeiras músicas pela Killa Records, projeto que acabou por nunca ser lançado.
Anos mais tarde, num encontro com o cantor e produtor Johnny Ramos, Anna Joyce decide viajar para a Holanda, onde grava a música "Não vales nada" que fez parte do CD de estreia do Dj Kapiro. A música foi promovida pela tournée de Johnny Ramos, onde Anna Joyce participou como convidada, e pelos espectáculos e programas de televisão como artista convidada pela Da Banda Produções.
Em Março de 2011, Anna Joyce foi diagnosticada com um tumor no cérebro. A cantora teve de ausentar-se dos palcos e da sua carreira musical num período superior a um ano para recuperar-se da operação. Contudo, a cantora em uma entrevista quando lhe foi questionada sobre o fim da sua carreira disse que não existe a mínima possibilidade de parar de cantar porque não é uma situação que afecta as suas cordas. Foi diagnosticada há dez anos e já se submeteu a duas cirurgias. Mas, que teve medo de não voltar à vida.
No final de 2012, Anna Joyce fez parte da coletânea musical da Milionário Records com a música "Se olhasses para mim". Foi nomeada no Top Rádio Luanda como melhor voz revelação através dessa canção. Embora não tenha ganho, a nomeação foi a confirmação da sua carreira musical, decidindo procurar um agente musical e foi quando surgiu Camilo Travassos, agente de Anselmo Ralph, na produtora Bom Som. Ana Joyce lança o album reflexos com 14 faixas musicais.
Em Maio de 2013, Anna e Anselmo viajam para Suíça, onde gravaram 4 músicas que fariam parte do single de Anna Joyce, pelas mãos do também produtor musical de Anselmo Ralph, Nelson Klasszik. A cantora e Anselmo Ralph tiveram outras parcerias. Além das músicas gravadas, eles juntaram-se, em 2014, para escrever e cantar o tema de Natal da Unitel, intitulado “Mais próximo do meu coração".
Em fevereiro de 2014, Anna Joyce lançou o seu Maxi single “Diário de Mulher”, retratando o amor. Traz cinco faixas musicais, designadamente “Curtição – a resposta”, “Louca”, “O final”, “Arrependimento” e “Ele é melhor que tu”, incluindo quatro vídeos clipes.
Anna Joyce esgotou a bilheteria na sua primeira apresentação a solo em Portugal no Coliseu dos Recreios no dia 24 junho de 2022. O show contou com a abertura de Gilmário Vemba e com a participação de outros artistas: Pérola, Rui Orlando e Ary. O concerto esteve no top 10 da bol em vendas de bilhetes online.
No início de 2024, Anna Joyce anunciou datas para se apresentar em Portugal. Regressa  ao Coliseu dos Recreios no dia 29 de junho de 2024 para celebrar os 10 anos de carreira e a apresentação do novo album.

## Discografia
- Album Anna com 12 faixas musicais, lançado no dia 18 de agosto de 2021; [12]

- Album Reflexos com 14 faixas musicais, lançado no dia 20 novembro de 2016;[12]